# CONMEBOL Liga Fútbol Playa
La Liga Sudamericana de Fútbol Playa, denominada oficialmente CONMEBOL Liga Evolución de Fútbol Playa, es una competencia continental organizada por la CONMEBOL para las selecciones nacionales masculinas de fútbol playa de Sudamérica.

## Historia
La competición fue creada en 2017 por la CONMEBOL como parte de su Programa Evolución, desarrollado por el Departamento de Desarrollo de la confederación. Desde su inicio, la liga ha contado con la participación de los diez países miembros de la CONMEBOL, representados tanto por sus selecciones absolutas como por sus selecciones sub-20, totalizando 20 equipos.

## Formato de competencia
La liga se disputa en dos fases: la fase regular y la fase final.

### Fase regular
Los equipos son divididos en dos conferencias o zonas geográficas: Zona Norte y Zona Sur. En cada zona, las selecciones compiten en un torneo de todos contra todos en un país anfitrión de la zona respectiva. En cada jornada se disputan dos tipos de encuentros: los de la categoría absoluta y los de la categoría sub-20.
Los puntos obtenidos por ambas categorías se suman en una única tabla general de la zona. La selección con mayor cantidad de puntos es declarada campeona de su zona y avanza a la fase final.

### Fase final
Los campeones de la Zona Norte y la Zona Sur se enfrentan en una serie de cuatro partidos: dos de la selección absoluta y dos de la sub-20, jugados en dos días consecutivos. El equipo que acumule más puntos en estos encuentros es proclamado campeón de la liga. En caso de igualdad de puntos, se disputa una tanda de penales para definir el título.

## Distribución de zonas
Los países miembros de la CONMEBOL están distribuidos de la siguiente manera:
- Zona Norte: Brasil, Colombia, Ecuador, Perú, Venezuela.
- Zona Sur: Argentina, Bolivia, Chile, Paraguay, Uruguay.

Nota: En la edición de 2019, Ecuador compitió en la Zona Sur y Paraguay en la Zona Norte.

## Campeones Zonales
| Año  | Zona Sur | Zona Norte |
| ---- | -------- | ---------- |
| 2017 | Paraguay | Brasil     |
| 2018 | Paraguay | Brasil     |
| 2019 | Brasil   | Ecuador    |
| 2022 | Paraguay | Brasil     |
| 2023 | Paraguay | Brasil     |
| 2024 | Paraguay | Brasil     |

## Campeones de la Liga
| Año  | Sede                    | Campeón  | Puntos            | Subcampeón |
| ---- | ----------------------- | -------- | ----------------- | ---------- |
| 2017 | Brasil (Río de Janeiro) | Brasil   | 12 – 0            | Paraguay   |
| 2018 | Paraguay (Encarnación)  | Brasil   | 7 – 6[A]          | Paraguay   |
| 2019 | Ecuador (Playas)        | Brasil   | 12 – 0            | Ecuador    |
| 2022 | Argentina (Santa Fe)    | Brasil   | Título compartido | Paraguay   |
| 2023 | Brasil (São Luís)       | Paraguay | 6 – 3             | Brasil     |